# Michelangelo Scandroglio
Michelangelo Scandroglio (* 1996) ist ein italienischer Jazzmusiker (Kontrabass, Komposition).

## Leben und Wirken
Scandroglio absolvierte sein Studium am Konservatorium Luigi Boccherini in Lucca bei dem italienischen Kontrabassisten Ares Tavolazzi (Jazz) und bei Gabriele Ragghianti (Klassik). Daneben besuchte er Meisterklassen bei Joe Sanders, Harish Raghavan und Furio Di Castri.
2020 veröffentlichte Scandroglio mit In the Eyes of the Whale (Auand Records, 2020) sein Debütalbum als Bandleader und Komponist; zu seiner Band gehörten mit Alessandro Lanzoni am Klavier, Peter Wilson an der Gitarre, Bernardo Guerra am Schlagzeug, Hermon Mehari an der Trompete, Michele Tino am Saxophon sowie als Gast Logan Richardson. 2021 trat er mit der Formation „Barencia“, die außer ihm aus dem Pianisten Xavi Torres Vicente, dem Schlagzeuger Bernardo Guerra und der Tänzerin Karen Lugo bestand, in West- und Mitteleuropa sowie Südkorea auf. 2023 tourte er mit Cross Identity (mit Chris Fishman, Nicola Caminiti und Miguel Russel) in den USA. 2024 legte er mit seinem Quartett (und einzelnen Gästen) sein Album Gently Broken bei Auand vor. Weiterhin arbeitete er mit Musikern wie Enrico Rava, Stefano „Cocco“ Cantini, Nico Gori, Francesco Ciniglio, Flavio Boltro, Fabrizio Bosso, Ben van Gelder, Alex Sipiagin, Gregory Hutchinson und Seamus Blake. Er ist auch auf Alben von Luca Zennaro, Guido Spannocchi und Adriano Clemente zu hören.

## Preise und Auszeichnungen
Im Alter von 20 Jahren wurde Scandroglio beim Internationalen Jazzbass-Wettbewerb in Riga ausgezeichnet, wo er auch eine offizielle Einladung zum Peking Jazz Festival erhielt. 2018 erhielt er den Preis Tomorrow’s Jazz von Veneto Jazz. 2019 erhielt er den ersten Preis der Umbria Jazz Competition. 2021 präsentierte ihn die Zeitschrift Musica Jazz als eines der besten italienischen Jazztalente des Jahres. Im selben Jahr gewann er den Getxo International Jazz Competition in Spanien und wurde mit dem Premio SIAE für seine Qualität als Komponist ausgezeichnet. 